# Reinhold Schünzel
Reinhold Schünzel (7 de noviembre de 1886 – 11 de noviembre de 1954) fue un actor, director, productor y guionista cinematográfico alemán, activo tanto en Alemania como en los Estados Unidos. 
Nacido en Hamburgo, Alemania, a pesar de ser judío, los nazis permitieron a Schünzel continuar trabajando en el cine durante varios años, aunque finalmente se vio obligado a exiliarse.
Schünzel falleció en Munich, Alemania, en 1954, a causa de una enfermedad cardiaca. Su hija, Marianne Stewart, fue actriz cinematográfica.

## Vida en Alemania
Schünzel inició su carrera de actor en 1915, a los 29 años, interpretando un papel en la película Werner Krafft. En 1918 dirigió su primera película,  Maria Megdalene, y en 1920 dirigió Das Maedchen aus der Ackerstrasse (La chica de la carretera rural), y Katherina die Grosse (Catalina la Grande). Fue una de las grandes estrellas del cine mudo alemán después de la Primera Guerra Mundial, un periodo en el cual el cine se vio muy influido por las consecuencias que había tenido la guerra y durante el que solo se produjeron películas mudas. La primera exhibición de una película con sonido tuvo lugar en 1900 en París. Schünzel interpretó distintos papeles en comedias, para aparecer a continuación como villano o como un hombre poderoso y corrupto. Fue fuertemente influenciado por directores como Richard Oswald y Ernst Lubitsch. Las obras de Schünzel fueron muy populares en Alemania y el régimen nazi le otorgó el título de Ehrenairer ("ario honorario") y se le permitió seguir dirigiendo y actuando pese a ser judío. Para el nazismo un judío es cualquier persona de madre judía, o cualquiera que haya pasado por el proceso de conversión al judaísmo. "Ario" viene del sánscrito "aria", que significa "noble" o "de la nobleza", por lo que para la ideología nazi un ario es una persona blanca caucásica de ascendencia no judía. Tiempo después empezaron a surgir interferencias gubernamentales en los proyectos de Schünzel y se vio obligado a interrumpir su carrera de actor en dos ocasiones, primero por órdenes del káiser Guillermo II y del mismo  Adolf Hitler después, así que finalmente decidió irse de Alemania en 1937. Posteriormente describiría al káiser y a Hitler como «unas personas de autoridad reconocida y del peor gusto dramático posible». Durante este tiempo el régimen de Hitler persiguió al pueblo judío en Alemania. Este periodo fue devastador para los alemanes y los judíos - Este fue también el periodo de inicio de la Segunda Guerra Mundial-. Así como en la poesía, pintura, música, arquitectura y otras artes; la industria cinematográfica fue también influenciada por los eventos catastróficos durante ese periodo de la historia y sus obras reflejaban el dolor, horror, tragedia y desolación de la sociedad. Uno de los muchos ejemplos de eso fue la película Hitler's Gang (La pandilla de Hitler), dirigida por John Farrow, que cuenta la llegada de Hitler al poder y cómo pasó de ser un pequeño político aventurero al dictador de Alemania. Schünzel interpretó al general Erich Ludendorff.

## Vida en los Estados Unidos
Schünzel viajó a los Estados Unidos en los años treinta. Inició su carrera americana en Hollywood en 1937 y firmó con la compañía MGM. Entre las películas que dirigió figuran Rich Man, Poor Girl en 1938, Ice Follies en 1939, Balalaika en 1939 y New Wine en 1941. También actuó en películas como The Vicious Cycle, Notorious, Hilter's Gang y Dragonwyck. Schünzel viajó a Nueva York en 1945 para hacer su debut en Broadway, aunque ya era conocido por el público neoyorquino tras haber dirigido y actuado en Fortune's Fool con el actor suizo/alemán Emil Jannings. Dicho film fue exhibido en Nueva York en 1928. Igualmente en Broadway actuó en Temper the Wind en 1946 y en Monserrat en 1949. Su actuación más memorable fue como el Dr. Anderson; un científico en la película Notorious. Entre los premios que recibió destaca el Federal West German Film prize por el mejor papel de apoyo en la película My Father's Horses. Schünzel se convirtió en ciudadano americano en 1943 y en 1949 regresó a Alemania, donde falleció de un ataque al corazón a los 65 años de edad.

## Filmografía

### Actor
| - 1916 : Benjamin, der Schüchterne - 1916 : Im Banne des Schweigens - 1916 : Werner Krafft - 1916 : Bubi ist eifersüchtig - 1916 : Das Geständnis der grünen Maske - 1916 : Seine kokette Frau - 1916 : Der Chinesische Götze - Das unheimliche Haus, 3. Teil - 1916 : Freitag, der 13. - Das unheimliche Haus, 2. Teil - 1916 : Die Stricknadeln - 1916 : Ihr liebster Feind - 1917 : Das Nachtgespräch - 1917 : Der Schloßherr von Hohenstein - 1917 : Höhenluft - 1918 : Das Armband - 1918 : Gräfin Küchenfee - 1918 : Auf Probe gestellt - 1918 : Frühlingsstürme im Herbste des Lebens - 1918 : Mitternacht - 1918 : Das Tagebuch einer Verlorenen - 1918 : Es werde Licht! 4. Teil: Sündige Mütter - 1918 : Das Mädel vom Ballet - 1919 : Die Peruanerin - 1919 : Tänzer in den Tod - 1919 : Das Geheimnis des Amerika-Docks - 1919 : Die Rose des Fliegers - 1919 : Die Liebschaften der Kaethe Keller - 1919 : Das Mädchen und die Männer - 1919 : Um Krone und Peitsche - 1919 : Die Prostitution, 1. Teil - Das gelbe Haus - 1919 : Die Reise um die Erde in 80 Tagen - 1919 : Anders als die Andern - 1919 : Der oder der? - 1919 : Heddas Rache - 1919 : Seelenverkäufer - 1919 : Blondes Gift - 1919 : Die Prostitution, 2. Teil - Die sich verkaufen - 1919 : Madame du Barry - 1919 : Wahnsinn - 1919 : Seine Beichte (Bekenntnisse eines Lebemannes) - 1919 : Ut mine stromtid - 1919 : Unheimliche Geschichten - 1919 : Lillis Ehe - 1919 : Lilli - 1919 : Der Teufel und die Madonna - 1919 : Die Schwarze Marion - 1919 : Die Pflicht zu leben - 1919 : Liebe - 1920 : Nachtgestalten - 1920 : Die Tänzerin Barberina - 1920 : Der Gefangene - 1920 : Drei Nächte - 1920 : Die Banditen von Asnières - 1920 : Moriturus - 1920 : Katharina die Große - 1920 : Das Chamäleon - 1920 : Weltbrand - 1921 : Die Letzte Stunde - 1921 : Der Graf von Cagliostro - 1921 : Der Roman eines Dienstmädchens | - 1921 : Lady Hamilton - 1922 : The Last Payment - 1922 : Bigamie - 1922 : Das Geld auf der Strasse - 1922 : Luise Millerin - 1922 : Das Liebesnest 1 - 1923 : Die Drei Marien und der Herr von Marana - 1923 : Alles für Geld - 1923 : Adam und Eva - 1924 : Neuland - 1924 : Die Schmetterlingsschlacht - 1925 : Zwischen zwei Frauen - 1925 : Lumpen und Seide - 1925 : Heiratsschwindler - 1925 : Der Flug um den Erdball, 1. Teil - Paris bis Ceylon - 1925 : Die Blumenfrau vom Potsdamer Platz - 1925 : Der Flug um den Erdball, 2. Teil - Indien, Europa - 1925 : Die Kleine aus der Konfektion - 1925 : Der Hahn im Korb - 1925 : Sündenbabel - 1926 : Der Juxbaron - 1926 : Der Stolz der Kompagnie - 1926 : Fünf-Uhr-Tee in der Ackerstraße - 1926 : Der Dumme August des Zirkus Romanelli - 1926 : In der Heimat, da gibt's ein Wiedersehn! - 1927 : Halloh - Caesar! - 1927 : Der Himmel auf Erden - 1927 : Üb' immer Treu' und Redlichkeit - 1927 : Gesetze der Liebe - 1928 : Herkules Maier - 1928 : Don Juan in der Mädchenschule - 1928 : Adam und Eva - 1929 : Aus dem Tagebuch eines Junggesellen - 1929 : Peter der Matrose - 1929 : Kolonne X - 1930 : Liebe im Ring - 1931 : 1914, die letzten Tage vor dem Weltbrand - 1931 : La ópera de los tres centavos - 1931 : Ihre Hoheit befiehlt - 1931 : Der Ball - 1943 : Los verdugos también mueren - 1943 : First Comes Courage - 1943 : Hostages - 1944 : The Hitler Gang - 1945 : The Man in Half Moon Street - 1946 : Dragonwyck - 1946 : Notorious - 1946 : Plainsman and the Lady - 1947 : Golden Earrings - 1948 : Berlin Express - 1948 : The Vicious Circle - 1952 : Washington Story - 1954 : Meines Vaters Pferde, 1. Teil: Lena und Nicoline - 1954 : Meines Vaters Pferde, 2. Teil: Seine dritte Frau - 1954 : Eine Liebesgeschichte - 1954 : Dieses Lied bleibt bei Dir |

### Director
| - 1920 : Katharina die Große - 1921 : Der Graf von Cagliostro - 1921 : Der Roman eines Dienstmädchens - 1921 : Betrüger des Volkes - 1922 : Der Pantoffelheld - 1922 : Das Geld auf der Strasse - 1923 : Die Drei Marien und der Herr von Marana - 1923 : Alles für Geld - 1923 : Adam und Eva - 1924 : Windstärke 9. Die Geschichte einer reichen Erbin - 1925 : Die Frau für 24 Stunden - 1926 : In der Heimat, da gibt's ein Wiedersehn! - 1927 : Halloh - Caesar! - 1927 : Üb' immer Treu' und Redlichkeit - 1928 : Gustav Mond, Du gehst so stille - 1928 : Don Juan in der Mädchenschule - 1929 : Peter der Matrose - 1929 : Kolonne X - 1930 : Phantome des Glücks - 1930 : Liebe im Ring - 1931 : Der Kleine Seitensprung | - 1931 : Ronny - 1932 : Wie sag' ich's meinem Mann? - 1932 : Le Petit écart - 1932 : Das Schöne Abenteuer - 1933 : Georges et Georgette - 1933 : Idylle au Caire - 1933 : Saison in Kairo - 1933 : Viktor und Viktoria - 1934 : La Jeune fille d'une nuit - 1934 : Die Töchter ihrer Exzellenz - 1934 : Die Englische Heirat - 1935 : Amphitryon - 1936 : Donogoo - 1936 : Donogoo Tonka - 1936 : Das Mädchen Irene - 1937 : Land der Liebe - 1938 : Rich Man, Poor Girl - 1939 : The Ice Follies of 1939 - 1939 : Balalaika - 1941 : New Wine - 1951 : Die Dubarry |

### Guionista
| - 1920 : Katharina die Große - 1921 : Der Graf von Cagliostro - 1923 : Die Drei Marien und der Herr von Marana - 1925 : Heiratsschwindler - 1925 : Die Blumenfrau vom Potsdamer Platz - 1925 : Der Hahn im Korb - 1925 : Die Frau für 24 Stunden - 1926 : Fünf-Uhr-Tee in der Ackerstraße - 1926 : Der Dumme August des Zirkus Romanelli - 1927 : Halloh - Caesar! - 1927 : Der Himmel auf Erden - 1927 : Üb' immer Treu' und Redlichkeit - 1928 : Herkules Maier - 1928 : Adam und Eva - 1929 : Aus dem Tagebuch eines Junggesellen | - 1930 : Phantome des Glücks - 1931 : Ronny - 1932 : Le Petit écart - 1932 : La Belle Aventure - 1932 : Das Schöne Abenteuer - 1933 : Georges et Georgette - 1933 : Viktor und Viktoria - 1934 : Die Töchter ihrer Exzellenz - 1935 : Amphitryon - 1936 : Donogoo - 1936 : Donogoo Tonka - 1936 : Das Mädchen Irene - 1937 : Land der Liebe - 1952 : Wochenend im Paradies |

### Productor
- 1922 : Das Geld auf der Strasse
- 1923 : Die Drei Marien und der Herr von Marana
- 1926 : In der Heimat, da gibt's ein Wiedersehn!
- 1927 : Halloh - Caesar!
- 1927 : Der Himmel auf Erden
- 1928 : Herkules Maier
- 1928 : Don Juan in der Mädchenschule
- 1928 : Adam und Eva
- 1929 : Aus dem Tagebuch eines Junggesellen
- 1929 : Kolonne X
- 1930 : Phantome des Glücks